# Aziz Ab'Sáber
Aziz Nacib Ab'Sáber [aˈziz naˈsib abˈsabeɾ] (* 24. Oktober 1924 in São Luiz do Paraitinga; † 16. März 2012 in Cotia) war ein brasilianischer physischer Geograph. Er lehrte an der Universität von São Paulo.

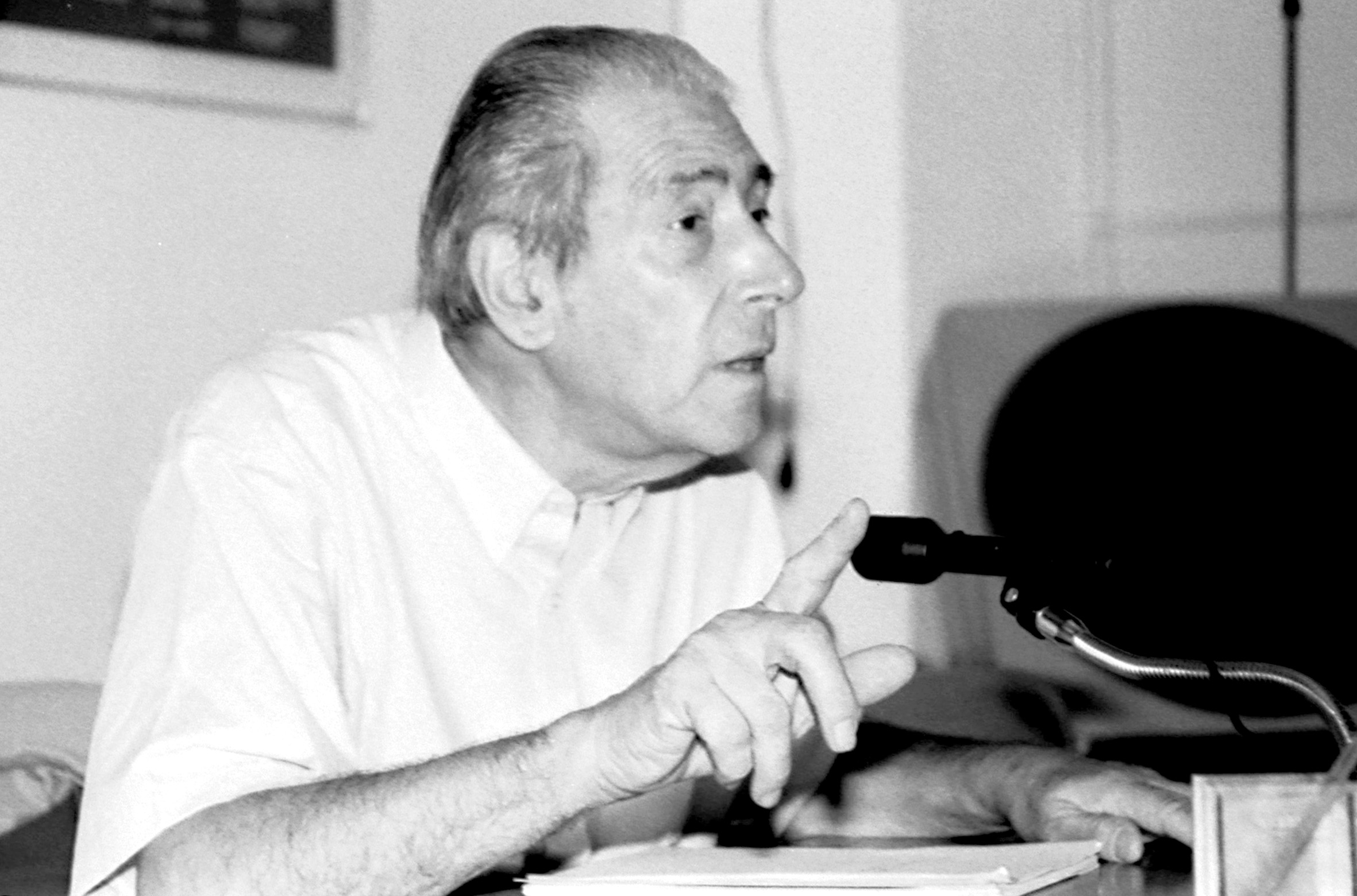
Aziz Ab'Saber

Er ist bekannt für seine naturräumlichen Analysen, inklusive des Amazonas.

## Auszeichnungen
- Ehrendoktor der UNESP, der UFRJ und der UERJ
- Mitglied der Academia Brasileira de Ciências[3]
- UNESCO-Preis für Wissenschaft und Umwelt von 2001
- dreimal den Prêmio Jabuti als Anerkennung seines literarischen Werkes